# Wolfgang Hartmann (Schriftsteller)
Wolfgang Hartmann (* 11. April 1891 in Zürich; † 28. September 1981 in Luzern) war ein Schweizer Schriftsteller.

## Leben
Der 1891 in Zürich geborene Wolfgang Hartmann kehrte nach dem Studium der Germanistik in Berlin 1912 in die Schweiz zurück und war bis 1917 als Theaterreferent tätig. 1920 ging er erneut nach Deutschland und lebte als Journalist und Schriftsteller fortan in Garmisch-Partenkirchen, danach in Wien, Berlin, Mittenwald und zuletzt in München. 1945 kehrte er in die Schweiz zurück, liess sich zuerst in Montana nieder und nach einem Aufenthalt in Kitzbühel/Tirol 1952 ab 1954 bis zu seinem Tod als Theaterkritiker in Luzern.
Sein Schweizer Heimat- und Arztroman Verena Calonder im Jahr 1939 war ein Bestsellererfolg, an den er 1947 mit dem Roman Regina Schulthess nicht mehr anknüpfen konnte. Danach wandte er sich ausserhalb seiner beruflichen Tätigkeit neben Essais und Hörspielen vermehrt der Lyrik und dem Schauspiel zu, wobei hier mehrere Werke unveröffentlicht blieben bzw. nicht aufgeführt wurden. Sein Nachlass befindet sich in der Zentral- und Hochschulbibliothek Luzern.

## Auszeichnungen
- 1924 Dotation der Schweizerischen Schillerstiftung.

## Werke

### Schauspiel
- Aufruhr der Maschinen. Schauspiel einer nahen Zukunft. 1929.
- Die fremde Frau. Kammerspiel. 1970.
- Heimstätte der Seligen. Drama. 1970.
- Sturzo. Drama. 1970.
- Alpenkönig und Menschenfreund. Drama. o. J.
- Das unheile Experiment. Tragikomödie. o. J.
- Gebot der Stunde. Tragikomödie. o. J.
- Trauma. Schauspiel. o. J.
- Die Moral von Rosenau. Komödie. o. J.
- Die Prämie. Lustspiel. o. J.

### Lyrik
- Elegien. Selbstverlag, 1968.
- Der Traum vom neuen Menschen. Ein Vermächtnis (Elegien). Selbstverlag, 1969.
- Die neue Apokalypse. Elegien. Selbstverlag, 1970; Bläschke, 1979, ISBN 3-7053-1016-X.

### Prosa
- Verena Calonder. Roman einer Schweizer Arztfamilie. Hyperion, Berlin 1939.
- Vrenelis Heimkehr. Novelle. E. Händle, Mühlacker 1943.
- Regina Schulthess. Ein Schweizer Gesellschaftsroman. Hyperion, Freiburg i. Br. 1949.
- Magnus und die Schicksalsmacher. Roman. o. J.

## Nachlass
- Nachlass in der Zentral- und Hochschulbibliothek Luzern